# Herminia plumigeralis
Herminia plumigeralis är en fjärilsart som beskrevs av Jacob Hübner 1825. Herminia plumigeralis ingår i släktet Herminia och familjen nattflyn. Inga underarter finns listade i Catalogue of Life.